# Battle for Terra
Pour plus de détails, voir Fiche technique et Distribution.
Battle for Terra est un film d'animation américain réalisé par Aristomenis Tsirbas, sorti en 2009.

## Synopsis
Mala et Senn sont deux enfants extra-terrestres habitant sur la magnifique planète Terra, un monde d'où a été bannie toute forme de guerre depuis fort longtemps. Mais un jour Terra est attaquée par des envahisseurs qui capturent tous les habitants de la planète. Pendant la bataille qui fait rage, Mala sauve un pilote blessé qui n'est autre qu'un humain, Jim Stanton. Au fil de l'histoire, l'enfant et l'humain se rendent vite compte qu'ils ne sont pas si différents… mais ils doivent affronter une terrible vérité : même si la guerre prenait fin, les ressources limitées de Terra ne permettraient qu'à une seule des deux espèces de survivre… sauf s'ils se mettent ensemble.

## Fiche technique
- Titre original et français : Battle for Terra
- Réalisation : Aristomenis Tsirbas
- Scénario : Evan Spiliotopoulos, Aristomenis Tsirbas
- Montage : J. Kathleen Gibson
- Musique : Abel Korzeniowski
- Production : Keith Calder, Jessica Wu, Ryan Colucci, Dane Allan Smith
- Sociétés de production : Snoot Entertainment, MeniThings LLC
- Société de distribution : Lionsgate
- Budget :
- Pays d'origine :  États-Unis
- Langue originale : anglais
- Format : couleur - 1,85:1 - son Dolby Digital
- Genre : Film d'animation, science-fiction
- Durée : 85 minutes
- Dates de sortie :
  -  États-Unis : mai 2009
  -  France : 2010 (sorti directement en DVD)

## Distribution

### Terrians, Extra-terrestres
- Evan Rachel Wood (VF : Julie Cavanna) : Mala, enfant
- James Garner (VF : Jean-Yves Chatelais) : Doron, le chef
- Dennis Quaid : Roven, le médecin et père de Mala
- Justin Long (VF : Patrick Mancini) : Senn, enfant
- Ron Perlman : Elder Vorin
- Mark Hamill : Elder Orin
- Danny Trejo : Elder Barum
- Vanessa Johansson : Sora, la mère de Tumi
- Masam Holden : Tumi, enfant
- Zoe Sidel : Kima, enfant
- Alec Holden : Tulo, enfant
- Worm Miller : Tuki
- Phil LaMarr : le marchand fabriquant
- Laraine Newman : le marchand de jouets
- David Krumholtz : le commandant Terrien
- Chad Allen : un scientifique terrien
- Bill Birch : un terrien
- Timi Prulhiere : un terrien

### Humains
- Luke Wilson : lieutenant James "Jim" Stanton
- Brian Cox (VF : Féodor Atkine) : le général Hemmer
- David Cross (VF : Marc Perez) : Giddy, le robot de Jim
- Chris Evans (VF : Maël Davan-Soulas) : Stewart Stanton, le cadet de Jim
- Danny Glover (VF : Richard Darbois) : le président Chen, chef du conseil
- Amanda Peet : Maria Montez, membre du conseil
- Jim Devoti : le colonel Wheeler
- Brian Johnson : le lieutenant Johnson
- Michael Scovotti : le lieutenant Evans
- Rosanna Arquette : le professeur Lina, membre du conseil
- Tom Connolly : Williams
- Beverly D'Angelo : Wright
- Brooke Bloom : la technicienne Quinn

## Récompenses
- 2008 : Griffon d'Argent[1] du meilleur premier long-métrage au Festival du film de Giffoni.
- 2008 : Cristal Heart Awad[2] du Festival du Film de Heartland.
- 2008 : Grand Prix du Festival international du film d'animation d'Ottawa.